# Gansu-Felswühlmaus
Die Gansu-Felswühlmaus (Neodon irene) ist eine Nagetierart aus der Gattung Neodon innerhalb der Wühlmäuse (Arvicolinae). Sie kommt in großen Teilen der zentralen Volksrepublik China vor.

## Merkmale
Die Gansu-Wühlmaus erreicht eine Kopf-Rumpf-Länge von 8,0 bis 10,8 Zentimetern mit einem Schwanz von 2,2 bis 4,0 Zentimetern Länge. Die Hinterfußlänge beträgt 15 bis 19 Millimeter, die Ohrlänge 11 bis 13 Millimeter. Das Rückenfell ist grau- bis dunkelbraun, die Körperseiten sind etwas heller ockerfarben braun und gehen in das dunkelgraue Bauchfell über. Sie entspricht im Aussehen der etwas größeren Mekong-Wühlmaus (Neodon forresti), diese besitzt jedoch ein längeres und dunkleres Rückenfell. Der Schwanz ist zweifarbig mit einer braunen Oberseite und einer weißlichen Unterseite. Die Oberseiten der Füße und Hände sind bräunlich weiß.

## Verbreitung
Die Gansu-Wühlmaus kommt in großen Teilen der zentralen Volksrepublik China vor. Das Verbreitungsgebiet umfasst Teile des Ostens von Qinghai, den Süden von Gansu, den Nordosten von Xizang und den Nordwesten von Yunnan.

## Lebensweise
Über die Lebensweise der Gansu-Wühlmaus liegen wie bei anderen Arten der Gattung nur sehr wenige Informationen vor. Sie lebt vor allem in Bergwiesen und gebüschigen Bergregionen. Über die Fortpflanzung liegen keine Angaben vor, ein trächtiges Weibchen wurde im August mit drei sehr weit entwickelten Embryonen gefangen.

## Systematik
Die Gansu-Felswühlmaus wird als eigenständige Art innerhalb der Gattung Neodon eingeordnet, die aus vier bis fünf Arten besteht. Die wissenschaftliche Erstbeschreibung stammt von dem britischen Zoologen Oldfield Thomas, der die Art 1911 anhand von Individuen aus Garzê (damals Dajianlu bzw. Tatsienlu) beschrieb. Teilweise wurde sie als Synonym zur Sikkim-Felswühlmaus (Neodon sikimensis) betrachtet und die Mekong-Wühlmaus (Neodon forresti) wurde teilweise als Unterart der Gansu-Felswühlmaus angesehen.

## Status, Bedrohung und Schutz
Die Gansu-Felswühlmaus wird von der International Union for Conservation of Nature and Natural Resources (IUCN) als nicht gefährdet (least concern) eingeordnet. Begründet wird dies mit dem vergleichsweise großen Verbreitungsgebiet und den angenommen großen Beständen der Art, es liegen allerdings keine Daten zu den Beständen und Populationen vor. Potenzielle Gefährdungsrisiken für die Art sind nicht bekannt.

## Belege
1. 1 2 3  Darrin Lunde, Andrew T. Smith: Irene's Mountain Vole. In: Andrew T. Smith, Yan Xie: A Guide to the Mammals of China. Princeton University Press, Princeton NJ 2008, ISBN 978-0-691-09984-2, S. 237.
2. 1 2 3  Neodon irene in der Roten Liste gefährdeter Arten der IUCN 2016.2. Eingestellt von: A.T. Smith, 2008. Abgerufen am 5. November 2016.
3. 1 2  Neodon irene. In: Don E. Wilson, DeeAnn M. Reeder (Hrsg.): Mammal Species of the World. A taxonomic and geographic Reference. 2 Bände. 3. Auflage. Johns Hopkins University Press, Baltimore MD 2005, ISBN 0-8018-8221-4.